# Epigastrio
L'arcata epigastrica, è il rilievo che disegna la porzione superiore dell'epigastrio, regione addominale posta tra quella ombelicale e la parte inferiore della gabbia toracica
La regione epigastrica, o epigastrio è quella parte centrale della metà superiore dell'addome delimitata in alto dall'angolo costale ed in basso dalla retta passante per gli apici della IX costa. Corrisponde quindi alla zona centrale dell'addome, appena al di sotto delle coste e appena al di sopra dell'ombelico. L'epigastrio è una delle nove regioni anatomiche dell'addome, insieme con l'ipocondrio destro e sinistro, le regioni laterali (o fianco) destro e sinistro, le regioni inguinali (o fossa iliaca) destra e sinistra, la regione ombelicale e l'ipogastrio. Durante la respirazione il diaframma si contrae e si appiattisce. In questo suo movimento viene a spostare i visceri e produce un movimento verso l'esterno della parete addominale superiore (regione epigastrica).

## Etimologia
Il termine epigastrio deriva dal greco ἐπιγάστριος, composto da ἐπί, su e dalla parola γαστρός, ventre.

## Epigastrio e visceri
La regione epigastrica corrisponde in profondità allo stomaco, alla colecisti, a parte del fegato (in particolare al lobo sinistro ed a parte del lobo destro), del duodeno, dei reni e dei surreni, e ad un tratto di aorta e di vena cava inferiore.

## Epigastrio e Manovra di Heimlich
La manovra di Heimlich è una manovra salva-vita che si esegue in caso di ostruzione completa da corpo estraneo.
Consiste sostanzialmente in una compressione addominale applicata con un pugno chiuso a livello dell'epigastrio e verso l'alto, cioè in direzione del diaframma.

## Dolore epigastrico
Il dolore che si localizza in regione epigastrica prende il nome di epigastralgia. Questo tipo di dolore è un sintomo comune di molte malattie dell'apparato digerente (ad esempio ulcera gastrica o duodenale, reflusso gastroesofageo, pancreatite). Tuttavia tale dolore può essere anche associato a calcolosi della colecisti o a un'appendicite.
I disturbi di somatizzazione, specie nei bambini, possono essere associati a dolore addominale ed epigastrico.